# Crioprecipitado
O crioprecipitado é a concentração precipitada a frio do fator VIII, o fator anti-hemofílico (AHF). 
O produto contém a maior parte do fator VIII e parte do fibrinogênio do plasma original. Comporta, pelo menos, 80 unidades de atividade AHF e 150 a 200 mg de fribrinogênio. Outros fatores importantes encontrados no crioprecipitado são o fator XIII e o fator de von Willebrand. 

## Obtenção
Para a obtenção do crioprecipitado, procede-se da seguinte maneira: 
- A preparação do CRIO começa por se permitir  que o plasma congelado (com peso mínimo de 180 g) descongele lenta e gradativamente no refrigerador em 1 a 6 °C. Em geral, isso levará de 14 a 16 horas, quando realizado em um refrigerador padrão de banco de sangue. Se for empregado o banho descongelante circulante para crioprecipitado (banho de água a 4 °C), o tempo de descongelamento é reduzido para cerca de 4 horas. O ponto final é quando o plasma atinge uma consistência "lodosa".

- Centrifuga-se o plasma a 4 °C com rotação pesada (4000 RPM),

- Exprime-se imediatamente o plasma sobrenadante para a bolsa satélite acoplada, deixando um volume residual de 10 a 20 ml.

O crioprecipitado deve ser imediatamente armazenado e recongelado. Não deverá transcorrer mais de uma hora entre o momento que o plasma atinge a consistência "lodosa" e o crioprecipitado é recongelado. A exposição do plasma a temperaturas elevadas ou um retardo em recongelar o crioprecipitado provocará uma queda significativa na atividade final do fator VIII. 

## Indicações
O crioprecipitado pode ser utilizado para o tratamento da hemofilia clássica (hemofilia A); doença de von Willebrand; deficiência de fator XIII e como fonte de fibrinogênio para a hipofibrinogenemia, mas na prática raramente é utilizado clinicamente atualmente devido a necessidade de descongelar o plasma e centrifugá-lo novamente e ainda não poder congelá-lo para o armazenamento, então além de ter um preparo demorado é de difícil armazenamento, então é preferível dar ao paciente a medicação com o fator que lhe está faltando.